# Бельмачовский сельский совет (Ичнянский район)
Бельмачовский сельский совет (укр. Більмачівська сільська рада) — входит в состав
Ичнянского района
Черниговской области
Украины.
Административный центр сельского совета находится в 
с. Бельмачовка
.

## Населённые пункты совета
- с. Бельмачовка